# Peniche
Peniche este un oraș în Portugalia, cu aproximativ 10.000 de locuitori. Insulele Berlenga se află în apropierea coastei orașului.

Peniche
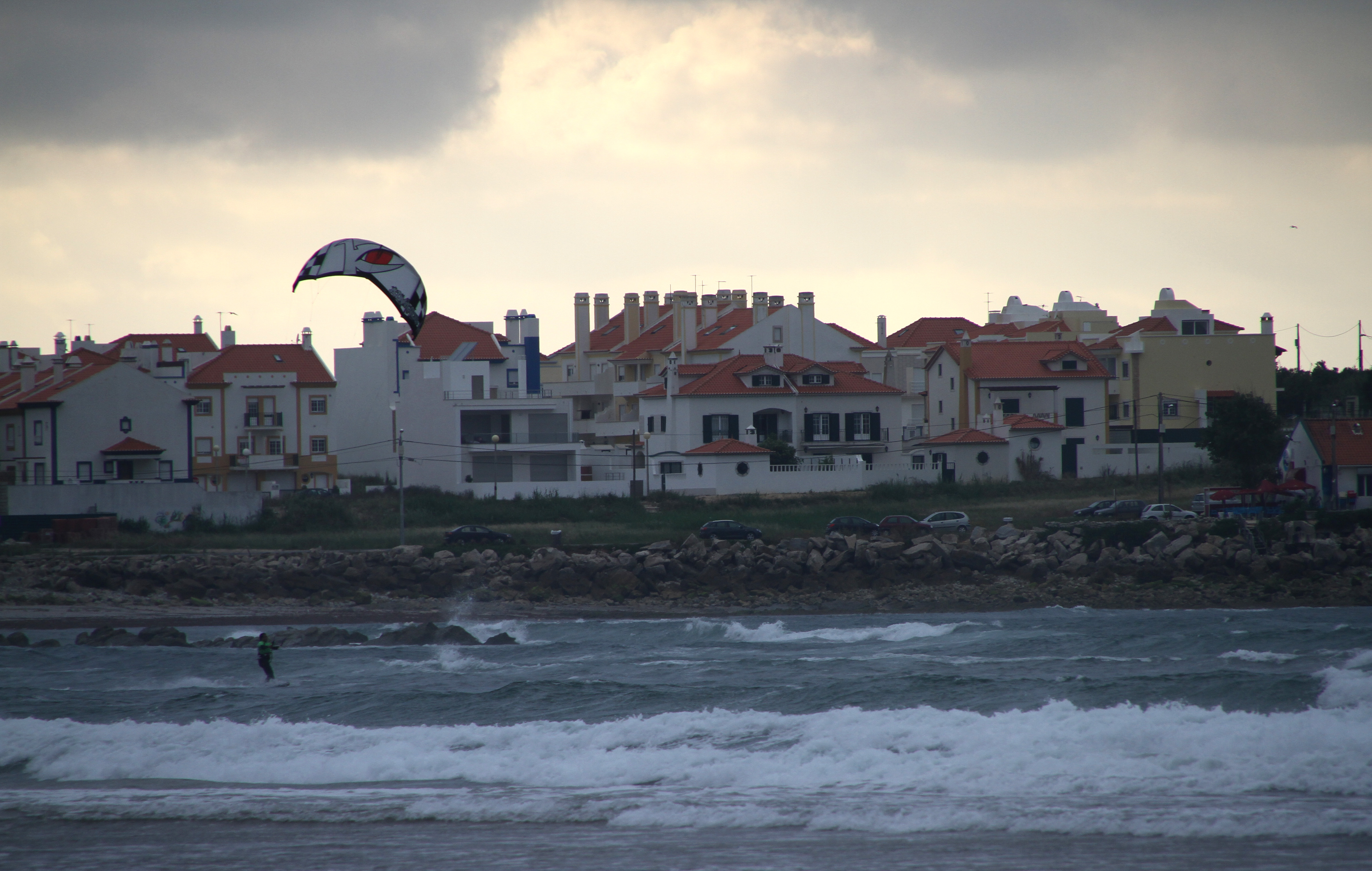
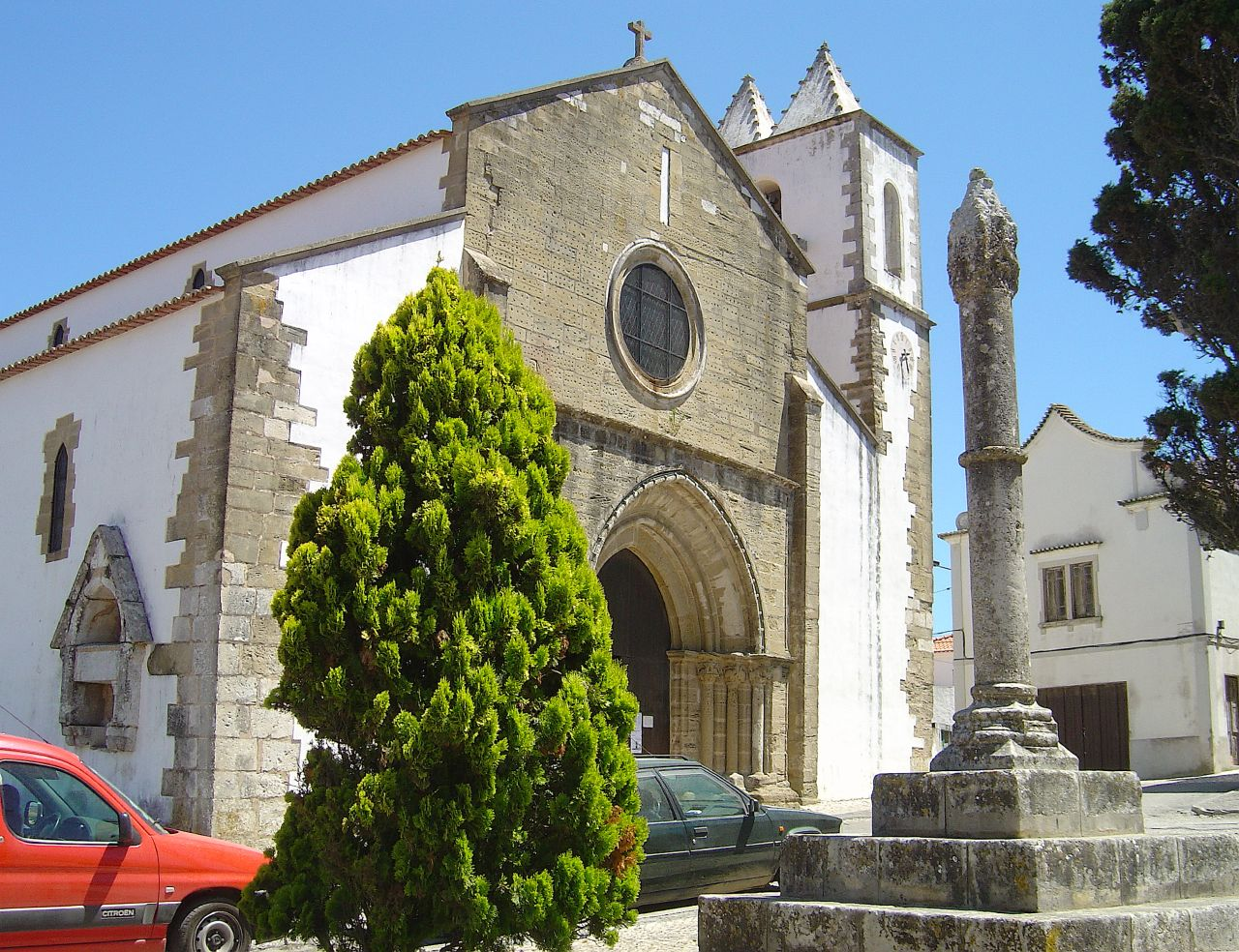
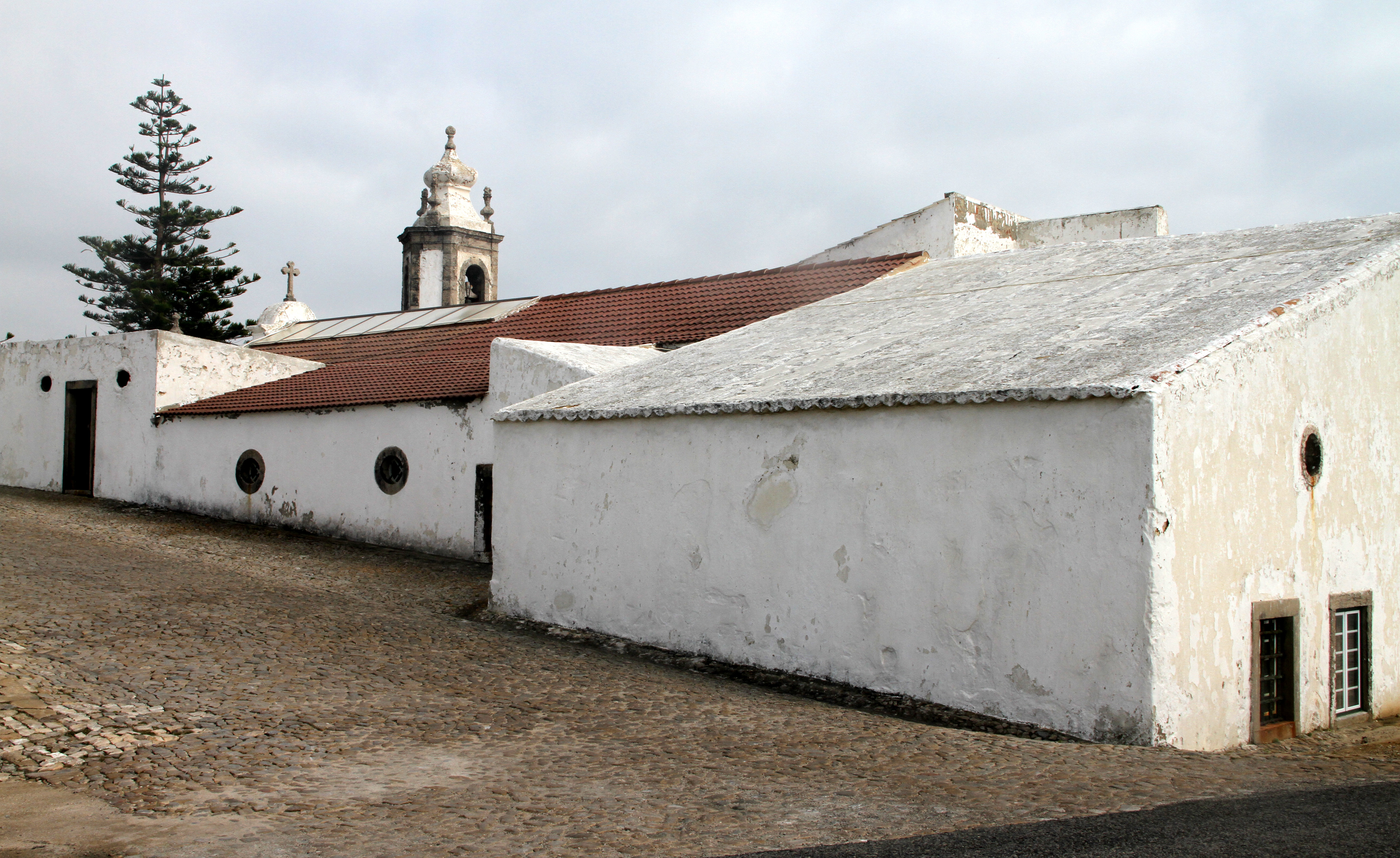
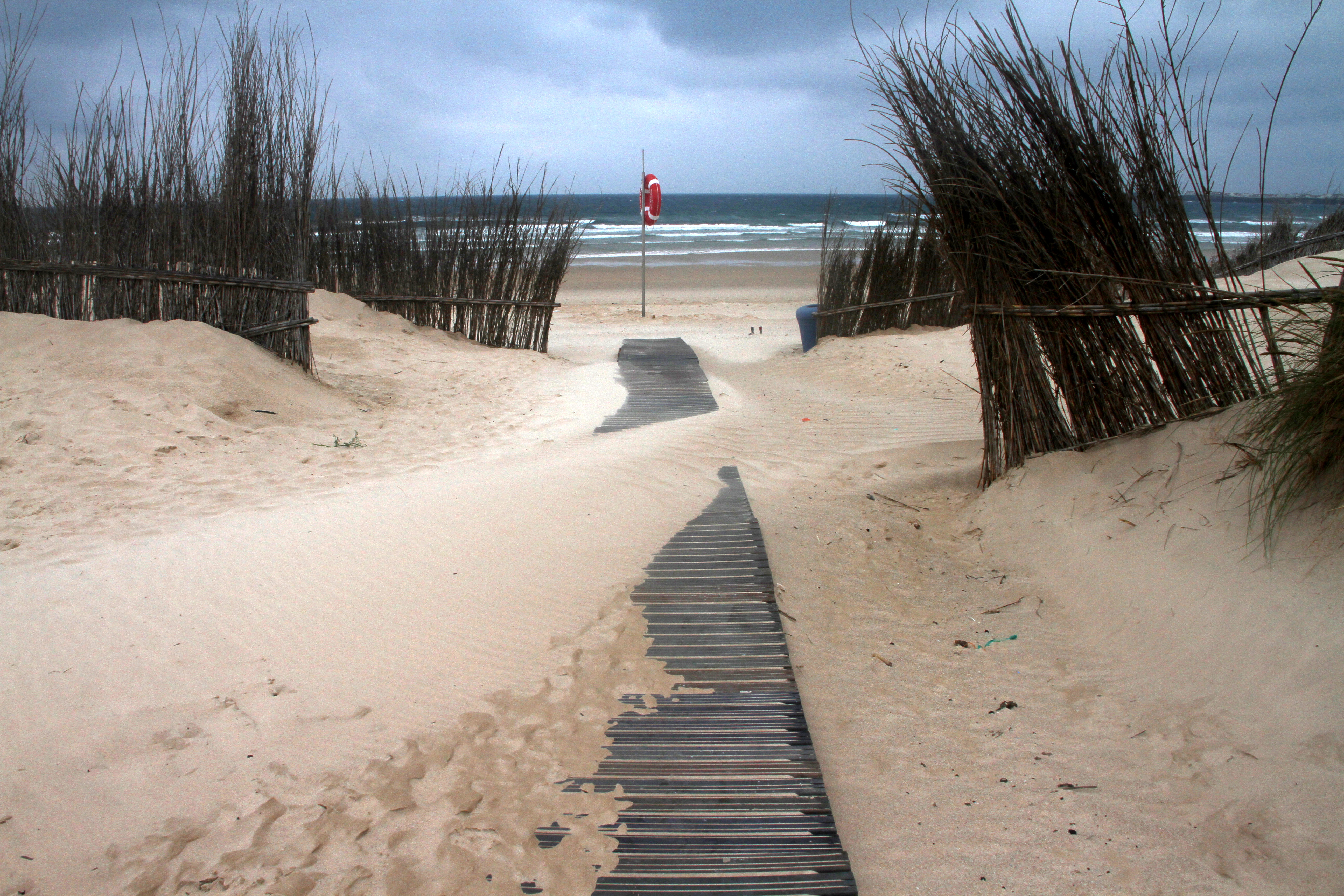
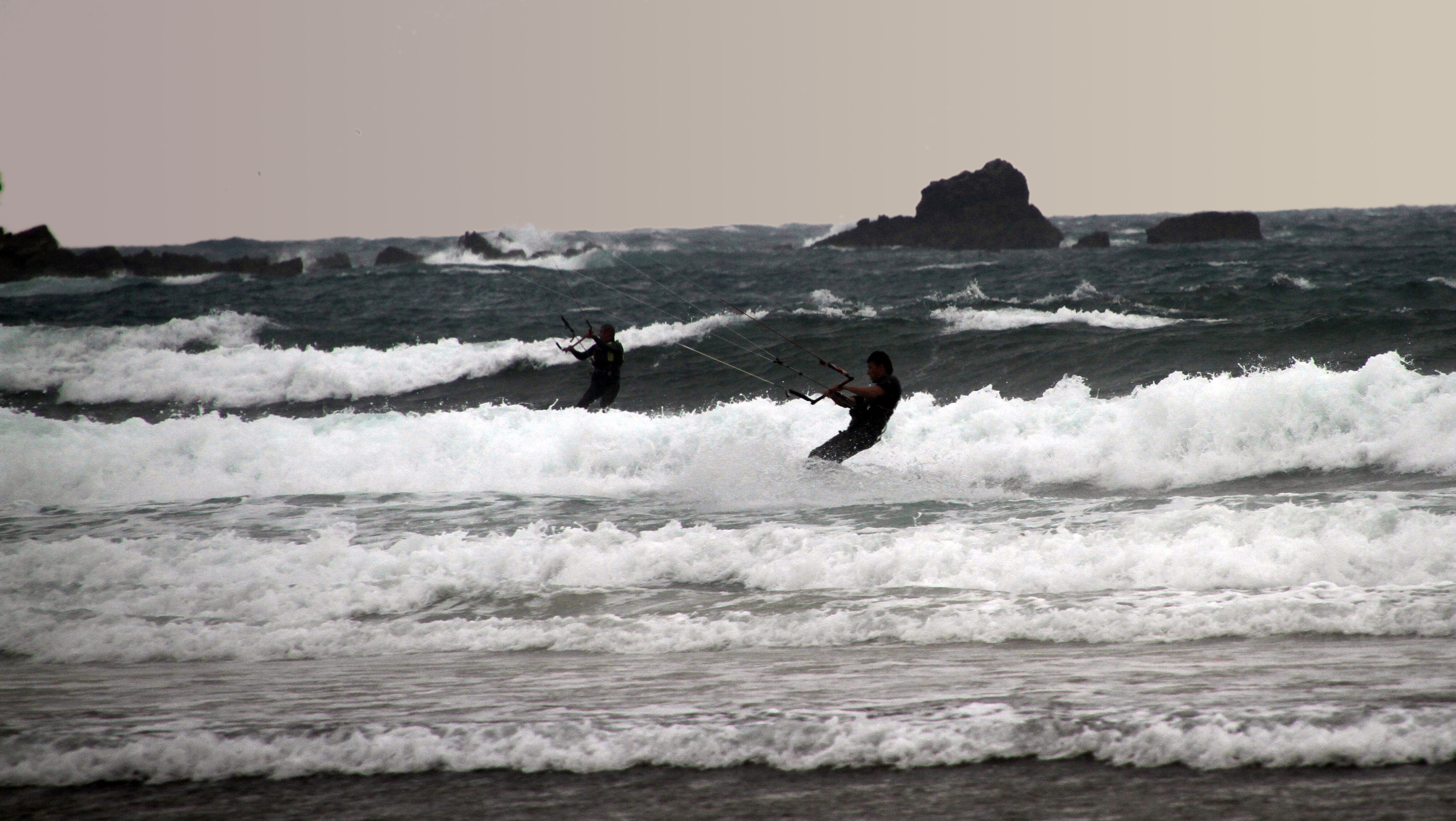
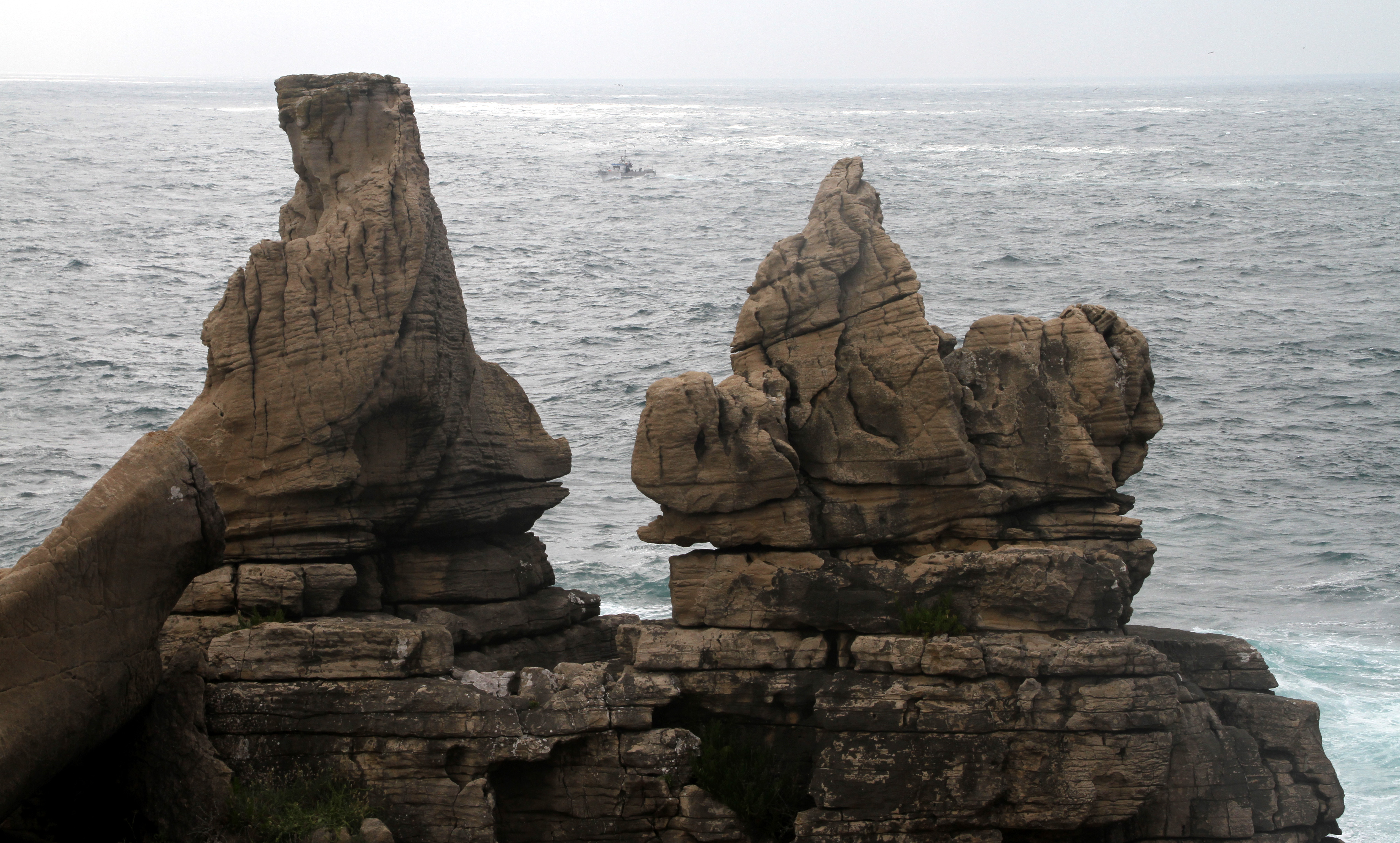
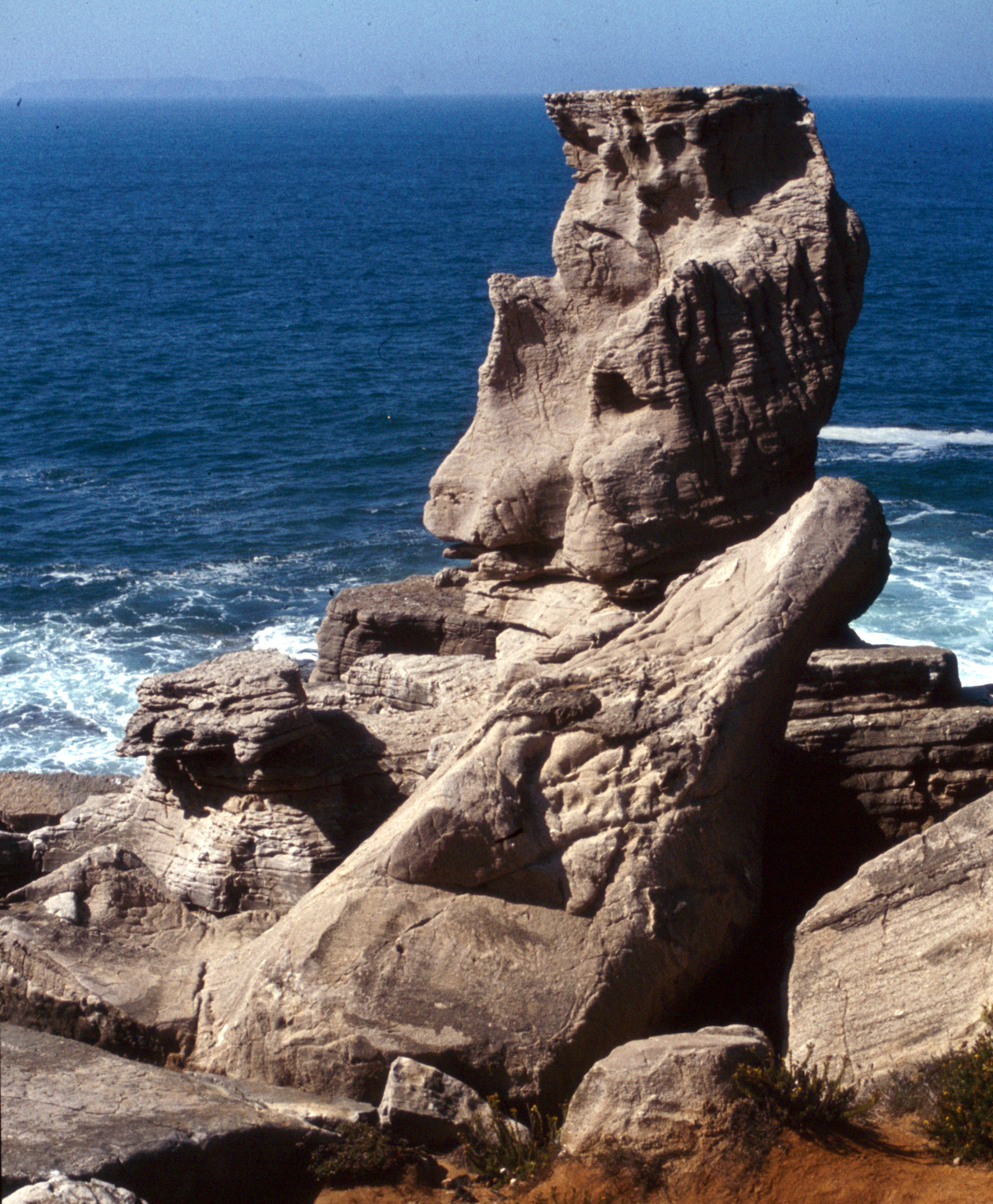
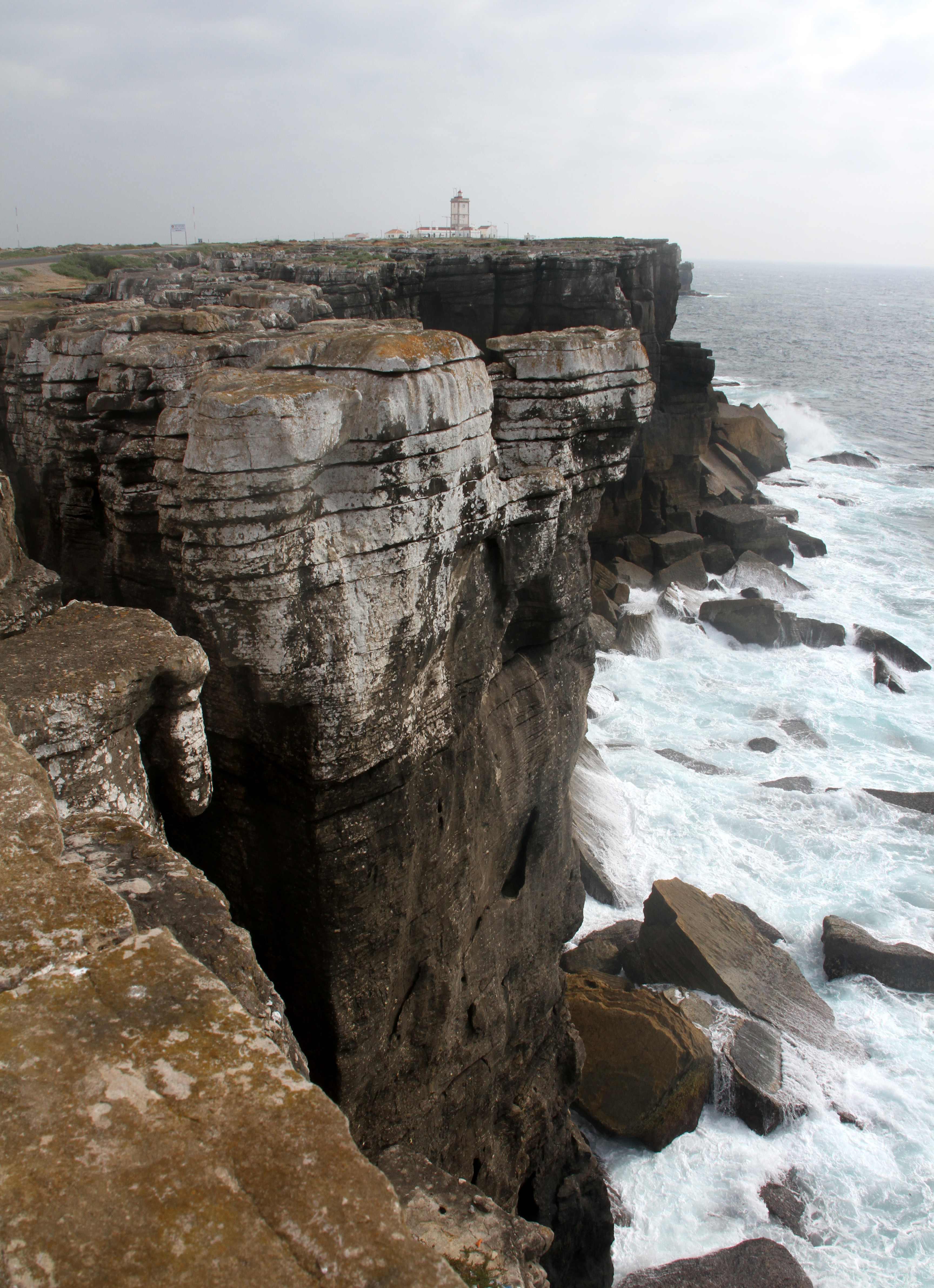
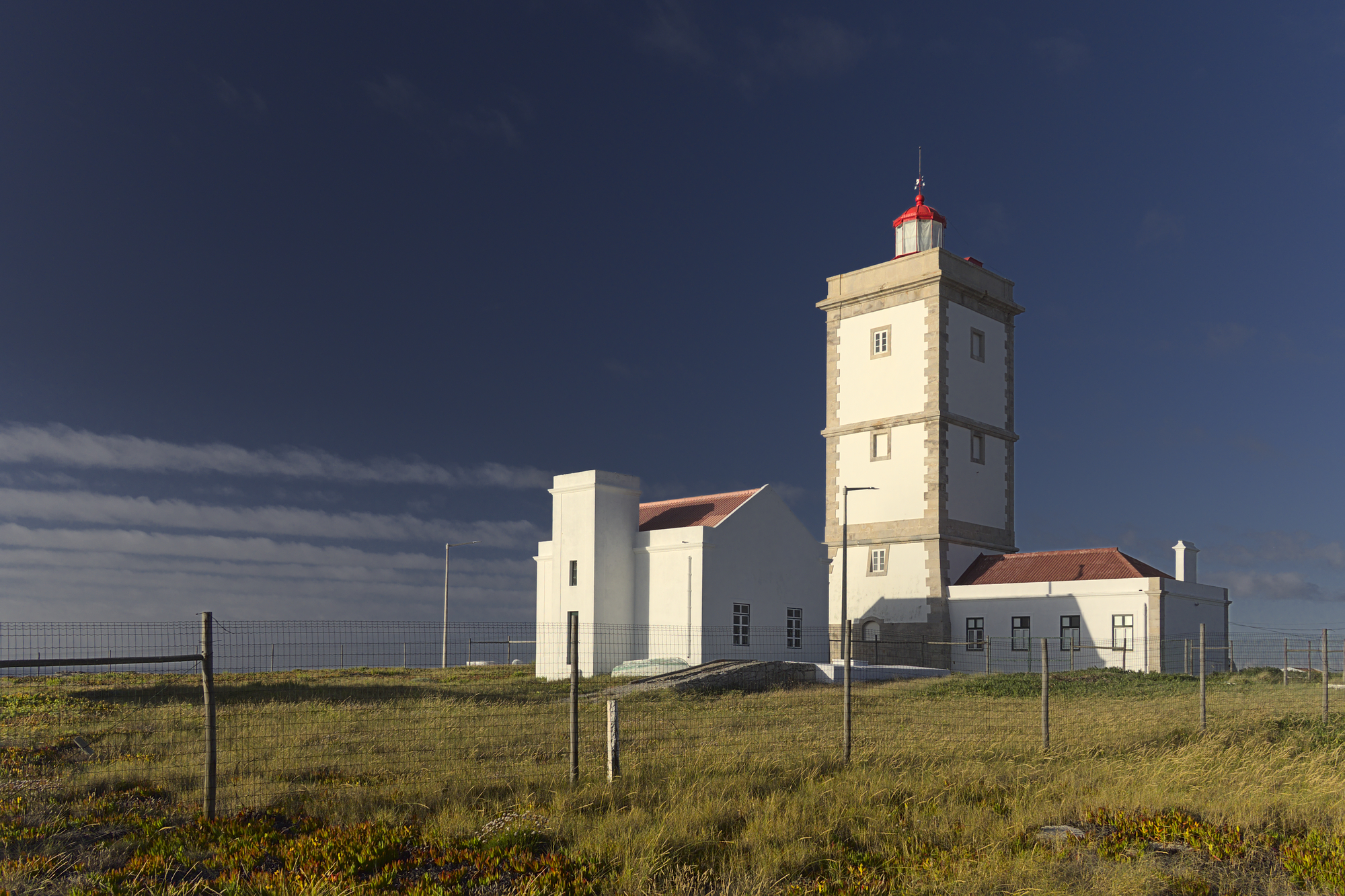